# Campionat de Catalunya d'atletisme - Salt de llargada
El salt de llargada és una prova del Campionat de Catalunya d'atletisme que es realitza des del 1916 en categoria masculina i des del 1931 en categoria femenina.
Durant les primeres edicions del campionat, a més del salt de llargada amb cursa, es disputà la prova de salt de llargada aturat o salt de llargada sense impuls segons s'anomenava a la premsa de l'època. El primer campió fou Josep Soler en el salt aturat i Jaume Vidal en el salt amb cursa. A partir de la dècada de 1920 la prova de salt aturat deixà de disputar-se en les competicions oficials. En categoria femenina la primera edició fou guanyada per Rosa Castelltort. Amb l'arribada del Franquisme les dones deixaren de competir en el campionat. Els anys 1947 i 1948, de forma aïllada, es disputaren proves femenines. A partir de 1961 es reprengué la prova femenina de forma definitiva.
Fins a l'any 2023 els atletes amb més campionats són Lluís Altafulla Castelló (6 títols), Joaquim Roca Laforga (4 títols) i Jordi Yoshinori Matsuoka (4 títols). En categoria femenina Cora Salas Planas amb 7 títols, i Anna Maria Gibert Font i Dayana Etchenique Picardo 5.

## Historial
Llegenda
| Salt de llargada aturat.    |
| Salt de llargada amb cursa. |

| Edició   | Data | Competició masculina                          | Competició masculina                          | Competició masculina                          | Competició femenina                   | Competició femenina                   | Competició femenina                   | refs.        |
| Edició   | Data | Campió                                        | Club                                          | Marca                                         | Campiona                              | Club                                  | Marca                                 | refs.        |
| -------- | ---- | --------------------------------------------- | --------------------------------------------- | --------------------------------------------- | ------------------------------------- | ------------------------------------- | ------------------------------------- | ------------ |
| I        | 1916 | Jaume Vidal                                   | FC Barcelona                                  | 5.80                                          | la categoria femenina començà el 1931 | la categoria femenina començà el 1931 | la categoria femenina començà el 1931 | [ 4 ] [ 3 ]  |
| I        | 1916 | Josep Soler                                   | CG Tarragona                                  | 2.90                                          | la categoria femenina començà el 1931 | la categoria femenina començà el 1931 | la categoria femenina començà el 1931 | [ 4 ] [ 3 ]  |
| II       | 1917 | Lluís Cortés                                  | FC Barcelona                                  | 6.00                                          | la categoria femenina començà el 1931 | la categoria femenina començà el 1931 | la categoria femenina començà el 1931 | [ 4 ] [ 6 ]  |
| II       | 1917 | Esteve Baguer                                 | SS Pompeia                                    | 3.05                                          | la categoria femenina començà el 1931 | la categoria femenina començà el 1931 | la categoria femenina començà el 1931 | [ 4 ] [ 6 ]  |
| III      | 1918 | Santiago Vallhonrat                           | CG Tarragona                                  | 5.70                                          | la categoria femenina començà el 1931 | la categoria femenina començà el 1931 | la categoria femenina començà el 1931 | [ 4 ] [ 7 ]  |
| III      | 1918 | Jaume Nin Fortuny                             | CG Tarragona                                  | 2.88                                          | la categoria femenina començà el 1931 | la categoria femenina començà el 1931 | la categoria femenina començà el 1931 | [ 4 ] [ 7 ]  |
| IV       | 1919 | la prova no es va poder disputar per la pluja | la prova no es va poder disputar per la pluja | la prova no es va poder disputar per la pluja | la categoria femenina començà el 1931 | la categoria femenina començà el 1931 | la categoria femenina començà el 1931 | [ 4 ] [ 8 ]  |
| IV       | 1919 | Josep Soler                                   | CG Tarragona                                  | s/d                                           | la categoria femenina començà el 1931 | la categoria femenina començà el 1931 | la categoria femenina començà el 1931 | [ 4 ] [ 8 ]  |
| V        | 1920 | Otto Fleiter                                  | SG Alemanya                                   | 6.21                                          | la categoria femenina començà el 1931 | la categoria femenina començà el 1931 | la categoria femenina començà el 1931 | [ 4 ] [ 9 ]  |
| -        | 1921 | no es disputà per la crisi federativa         | no es disputà per la crisi federativa         | no es disputà per la crisi federativa         | la categoria femenina començà el 1931 | la categoria femenina començà el 1931 | la categoria femenina començà el 1931 | [ 4 ]        |
| -        | 1922 | no es disputà per la crisi federativa         | no es disputà per la crisi federativa         | no es disputà per la crisi federativa         | la categoria femenina començà el 1931 | la categoria femenina començà el 1931 | la categoria femenina començà el 1931 | [ 4 ]        |
| VI       | 1923 | Josep Forcadell                               | CG Tarragona                                  | 5.53                                          | la categoria femenina començà el 1931 | la categoria femenina començà el 1931 | la categoria femenina començà el 1931 | [ 4 ] [ 10 ] |
| VII      | 1924 | Joaquim Roca                                  | FC Barcelona                                  | 5.92                                          | la categoria femenina començà el 1931 | la categoria femenina començà el 1931 | la categoria femenina començà el 1931 | [ 4 ] [ 11 ] |
| VIII     | 1925 | Joaquim Roca                                  | FC Barcelona                                  | 6.35                                          | la categoria femenina començà el 1931 | la categoria femenina començà el 1931 | la categoria femenina començà el 1931 | [ 4 ]        |
| IX       | 1926 | Joaquim Roca                                  | FC Barcelona                                  | 5.92                                          | la categoria femenina començà el 1931 | la categoria femenina començà el 1931 | la categoria femenina començà el 1931 | [ 4 ]        |
| X        | 1927 | Francesc Huguet                               | CG Tarragona                                  | 5.97                                          | la categoria femenina començà el 1931 | la categoria femenina començà el 1931 | la categoria femenina començà el 1931 | [ 4 ]        |
| XI       | 1928 | Ramon Mongrell                                | RCD Espanyol                                  | 6.04                                          | la categoria femenina començà el 1931 | la categoria femenina començà el 1931 | la categoria femenina començà el 1931 | [ 4 ]        |
| XII      | 1929 | Josep Culí                                    | FC Badalona                                   | 6.22                                          | la categoria femenina començà el 1931 | la categoria femenina començà el 1931 | la categoria femenina començà el 1931 | [ 4 ]        |
| XIII     | 1930 | Joaquim Roca                                  | FC Barcelona                                  | 6.38                                          | la categoria femenina començà el 1931 | la categoria femenina començà el 1931 | la categoria femenina començà el 1931 | [ 4 ]        |
| XIV      | 1931 | Lluís Altafulla                               | Olímpic BC                                    | 6.34                                          | Rosa Castelltort                      | Club Femení i E.                      | 4.42                                  | [ 4 ]        |
| XV       | 1932 | Lluís Altafulla                               | FC Barcelona                                  | 7.215                                         | Carme Sugrañes                        | Club Femení i E.                      | 4.55                                  | [ 4 ]        |
| XVI      | 1933 | Lluís Altafulla                               | Badalona EC                                   | 7.07                                          | Carme Sugrañes                        | Club Femení i E.                      | 4.33                                  | [ 4 ]        |
| XVII     | 1934 | Lluís Altafulla                               | FC Badalona                                   | 6.69                                          | Roser Raventós                        | CE Júpiter                            | 4.32                                  | [ 4 ]        |
| XVIII    | 1935 | Lluís Altafulla                               | BUC                                           | 6.29                                          | Carme Andreu                          | FAEGE                                 | 4.30                                  | [ 4 ]        |
| XIX      | 1936 | Lluís Altafulla                               | BUC                                           | 6.72                                          | Rosa Bruxola                          | CE Prat                               | 4.37                                  | [ 4 ]        |
| -        | 1937 | no es disputà per la Guerra Civil             | no es disputà per la Guerra Civil             | no es disputà per la Guerra Civil             | no es disputà per la Guerra Civil     | no es disputà per la Guerra Civil     | no es disputà per la Guerra Civil     |              |
| -        | 1938 | no es disputà per la Guerra Civil             | no es disputà per la Guerra Civil             | no es disputà per la Guerra Civil             | no es disputà per la Guerra Civil     | no es disputà per la Guerra Civil     | no es disputà per la Guerra Civil     |              |
| -        | 1939 | no es disputà per la Guerra Civil             | no es disputà per la Guerra Civil             | no es disputà per la Guerra Civil             | no es disputà per la Guerra Civil     | no es disputà per la Guerra Civil     | no es disputà per la Guerra Civil     |              |
| XX       | 1940 | Lluís Giró                                    | GEiEG                                         | 6.28                                          | N/D                                   | N/D                                   | N/D                                   | [ 4 ]        |
| XXI      | 1941 | Antoni Deulofeu                               | UGE Badalona                                  | 6.04                                          | N/D                                   | N/D                                   | N/D                                   | [ 4 ]        |
| XXII     | 1942 | Joaquim Ralló                                 | JAC Vic                                       | 6.37                                          | N/D                                   | N/D                                   | N/D                                   | [ 4 ]        |
| XXIII    | 1943 | Robert Mas                                    | GEiEG                                         | 6.09                                          | N/D                                   | N/D                                   | N/D                                   | [ 4 ]        |
| XXIV     | 1944 | Ferran Méndez                                 | GEiEG                                         | 6.28                                          | N/D                                   | N/D                                   | N/D                                   | [ 4 ]        |
| XXV      | 1945 | Ferran Méndez                                 | GEiEG                                         | 6.615                                         | N/D                                   | N/D                                   | N/D                                   | [ 4 ]        |
| XXVI     | 1946 | Raül Navarro                                  | CN Barcelona                                  | 6.46                                          | N/D                                   | N/D                                   | N/D                                   | [ 4 ]        |
| XXVII    | 1947 | Raül Navarro                                  | CN Barcelona                                  | 6.64                                          | Maria Carme Ribé                      | Independent                           | 4.16                                  | [ 4 ]        |
| XXVIII   | 1948 | Cristóbal Salom                               | FC Barcelona                                  | 6.36                                          | Anna Maria Arcusa                     | CE Júpiter                            | 3.88                                  | [ 4 ]        |
| XXIX     | 1949 | Raül Navarro                                  | CN Barcelona                                  | 6.63                                          | N/D                                   | N/D                                   | N/D                                   | [ 4 ]        |
| XXX      | 1950 | Àngel Badia Abad                              | CN Barcelona                                  | 6.52                                          | N/D                                   | N/D                                   | N/D                                   | [ 4 ]        |
| XXXI     | 1951 | Sebastià Junqueras                            | CN Barcelona                                  | 6.71                                          | N/D                                   | N/D                                   | N/D                                   | [ 4 ]        |
| XXXII    | 1952 | Sebastià Junqueras                            | Independent                                   | 6.82                                          | N/D                                   | N/D                                   | N/D                                   | [ 4 ]        |
| XXXIII   | 1953 | Àngel Badia Abad                              | CN Barcelona                                  | 6.53                                          | N/D                                   | N/D                                   | N/D                                   | [ 4 ]        |
| XXXIV    | 1954 | Àngel Badia Abad                              | CN Barcelona                                  | 6.42                                          | N/D                                   | N/D                                   | N/D                                   | [ 4 ]        |
| XXXV     | 1955 | Lluís Pérez                                   | FC Barcelona                                  | 6.65                                          | N/D                                   | N/D                                   | N/D                                   | [ 4 ]        |
| XXXVI    | 1956 | Manuel Surroca                                | FC Barcelona                                  | 6.54                                          | N/D                                   | N/D                                   | N/D                                   | [ 4 ]        |
| XXXVII   | 1957 | Josep Jordi Parellada                         | CA Stadium                                    | 6.42                                          | N/D                                   | N/D                                   | N/D                                   | [ 4 ]        |
| XXXVIII  | 1958 | Josep Jordi Parellada                         | CA Stadium                                    | 6.47                                          | N/D                                   | N/D                                   | N/D                                   | [ 4 ]        |
| XXXIX    | 1959 | Àngel Joaniquet                               | CN Barcelona                                  | 6.64                                          | N/D                                   | N/D                                   | N/D                                   | [ 4 ]        |
| XL       | 1960 | Josep Clotet Solà                             | CA Manresa                                    | 6.85                                          | N/D                                   | N/D                                   | N/D                                   | [ 4 ]        |
| XLI      | 1961 | Arturo Ruf                                    | CN Barcelona                                  | 6.44                                          | Anna Maria Gibert                     | CG Barcelonès                         | 4.55                                  | [ 4 ]        |
| XLII     | 1962 | Hans Peter Schaffer                           | CN Barcelona                                  | 6.95                                          | Anna Maria Gibert                     | CA Linterna Roja                      | 4.31                                  | [ 4 ]        |
| XLIII    | 1963 | Lluís Pedrerol Thornberg                      | CE Universitari                               | 6.69                                          | Anna Maria Gibert                     | CA Linterna Roja                      | 4.99                                  | [ 4 ]        |
| XLIV     | 1964 | Domingo Cornudella                            | AD Antorcha                                   | 6.81                                          | Anna Maria Gibert                     | CE Universitari                       | 4.75                                  | [ 4 ] [ 12 ] |
| XLV      | 1965 | Domingo Cornudella                            | AD Antorcha                                   | 6.76                                          | Teresa Maria Roca                     | CA Laietània                          | 4.95                                  | [ 4 ]        |
| XLVI     | 1966 | Joaquim Salvatella                            | FC Barcelona                                  | 6.52                                          | Anna Maria Gibert                     | CE Universitari                       | 5.10                                  | [ 4 ]        |
| XLVII    | 1967 | Lluís Pelegrina                               | CB Granollers                                 | 6.73                                          | Roser Miranda                         | UE Santboiana                         | 4.92                                  | [ 4 ]        |
| XLVIII   | 1968 | Mariano Villagrasa                            | CN Barcelona                                  | 6.84                                          | Roser Miranda                         | UE Santboiana                         | 4.93                                  | [ 4 ]        |
| XLIX     | 1969 | Gregorio Prieto                               | FC Barcelona                                  | 6.89                                          | Montserrat Selga                      | CA Manresa                            | 4.98                                  | [ 4 ]        |
| L        | 1970 | José M. Pérez Rodríguez                       | JA Sabadell                                   | 6.58                                          | Cristina Nogués                       | CE Universitari                       | 5.09                                  | [ 4 ]        |
| LI       | 1971 | José de Solá                                  | Sícoris Club                                  | 7.14                                          | Elisenda de Mas                       | FC Barcelona                          | 5.13                                  | [ 4 ]        |
| LII      | 1972 | José de Solá                                  | Sícoris Club                                  | 7.05                                          | Isabel Montañà                        | CG Barcelonès                         | 5.80                                  | [ 4 ]        |
| LIII     | 1973 | Francisco Javier Acevedo                      | FC Barcelona                                  | 7.04                                          | Cristina Nogués                       | CE Universitari                       | 5.43                                  | [ 4 ]        |
| LIV      | 1974 | José de Solá                                  | Sícoris Club                                  | 7.19                                          | Pompeia Bassols                       | CE Universitari                       | 5.49                                  | [ 4 ]        |
| LV       | 1975 | Xavier Ballell                                | CG Barcelonès                                 | 6.49                                          | Imma Montero                          | CA Vilanova                           | 5.05                                  | [ 4 ]        |
| LVI      | 1976 | Jordi Vilà Viñas                              | CA Laietània                                  | 7.14                                          | Cristina Nogués                       | CN Barcelona                          | 5.47                                  | [ 4 ]        |
| LVII     | 1977 | José de Solá                                  | FC Barcelona                                  | 7.49                                          | Alícia Laiseca                        | CG Barcelonès                         | 5.64                                  | [ 4 ]        |
| LVIII    | 1978 | Xavier Macián Figuerola                       | FC Barcelona                                  | 7.01                                          | Carolina Nolten                       | CE Universitari                       | 5.46                                  | [ 4 ]        |
| LIX      | 1979 | Francisco Miranda Díaz                        | CE Universitari                               | 7.38                                          | Amanda Naval Gasull                   | CN Barcelona                          | 5.99                                  | [ 4 ]        |
| LX       | 1980 | Francisco Miranda Díaz                        | CG Barcelonès                                 | 7.55                                          | Olga Dalmau Reig                      | CG Barcelonès                         | 5.80                                  | [ 4 ]        |
| LXI      | 1981 | Jordi Vilà Viñas                              | AD Antorcha                                   | 7.38                                          | Olga Dalmau Reig                      | CG Barcelonès                         | 5.68                                  | [ 4 ]        |
| LXII     | 1982 | Jacint Santamaria                             | CA Igualada                                   | 7.36                                          | Olga Armengol Ramos                   | GEiEG                                 | 5.52                                  | [ 4 ]        |
| LXIII    | 1983 | Lluís Garcia Rafanell                         | CN Barcelona                                  | 7.56                                          | Amanda Naval Gasull                   | CN Barcelona                          | 6.15                                  | [ 4 ]        |
| LXIV     | 1984 | Pere Carles Altés                             | CG Barcelonès                                 | 7.13                                          | Mercè Alonso                          | CA Igualada                           | 5.61                                  | [ 4 ]        |
| LXV      | 1985 | Gabriel Pedrerol                              | CE Universitari                               | 7.51                                          | Mercè Alonso                          | CA Igualada                           | 5.66                                  | [ 4 ]        |
| LXVI     | 1986 | Gabriel Pedrerol                              | CE Universitari                               | 7.48                                          | Isabel Martín                         | CN Barcelona                          | 5.93                                  | [ 4 ]        |
| LXVII    | 1987 | José A. Márquez                               | AE L'Hospitalet                               | 7.20                                          | Imma Clopés                           | CN Figueres                           | 5.71                                  | [ 4 ]        |
| LXVIII   | 1988 | Pere Carles Altés                             | CG Barcelonès                                 | 7.59                                          | Esther Boix                           | CA Laietània                          | 5.76                                  | [ 4 ]        |
| LXIX     | 1989 | Ponciano Ramírez                              | JA Sabadell                                   | 7.35                                          | Arantxa García                        | GEiEG                                 | 6.02                                  | [ 4 ]        |
| LXX      | 1990 | Jesús Montolio                                | CN Reus Ploms                                 | 7.60                                          | Aurora Lario                          | CG Tarragona                          | 5.68                                  | [ 4 ]        |
| LXXI     | 1991 | Jaume Vila                                    | CA Granollers                                 | 7.58                                          | Dayana Etchenique                     | CGB-L'Hospitalet                      | 5.77                                  | [ 4 ]        |
| LXXII    | 1992 | Ponciano Ramírez                              | FC Barcelona                                  | 7.56                                          | Anna Adosis Besa                      | FC Barcelona                          | 5.84                                  | [ 4 ]        |
| LXXIII   | 1993 | Antonio Corgos                                | Larios AAM                                    | 7.59                                          | Mònica Soto                           | CA Lloret                             | 5.85                                  | [ 4 ]        |
| LXXIV    | 1994 | Antonio Corgos                                | Larios AAM                                    | 7.61                                          | Dayana Etchenique                     | FC Barcelona                          | 5.80                                  | [ 4 ]        |
| LXXV     | 1995 | Jordi Alcaide                                 | FC Barcelona                                  | 7.67                                          | Mònica Soto                           | CA Lloret-La Selva                    | 5.86                                  | [ 4 ]        |
| LXXVI    | 1996 | Jordi Roda                                    | FC Barcelona                                  | 7.17                                          | Anahí Vázquez                         | CG Barcelonès                         | 5.62                                  | [ 4 ]        |
| LXXVII   | 1997 | David Ruiz                                    | CN Barcelona                                  | 7.61                                          | Dayana Etchenique                     | FC Barcelona                          | 5.98                                  | [ 4 ]        |
| LXXVIII  | 1998 | Jordi Llop Perelló                            | FC Barcelona                                  | 7.33                                          | Dayana Etchenique                     | Larios AAM                            | 6.04                                  | [ 4 ]        |
| LXXIX    | 1999 | Eduardo Pérez Neila                           | Airtel AAM                                    | 7.57                                          | Dayana Etchenique                     | Transports T2                         | 5.84                                  | [ 4 ]        |
| LXXX     | 2000 | Xavier Valls Tort                             | AA Catalunya-UBAE                             | 7.34                                          | Dayana Etchenique                     | Integra 2                             | 5.99                                  | [ 4 ]        |
| LXXXI    | 2001 | Marc Magrans                                  | GEiEG                                         | 7.12                                          | Conchi Paredes                        | AA Catalunya-UBAE                     | 5.97                                  | [ 4 ]        |
| LXXXII   | 2002 | Eduardo Pérez Neila                           | AA Moratalaz                                  | 7.36                                          | Conchi Paredes                        | AA Catalunya-UBAE                     | 5.78                                  | [ 4 ]        |
| LXXXIII  | 2003 | David Ruiz                                    | Cornellà At.                                  | 7.48                                          | Anna Circuns                          | CA Manresa                            | 5.39                                  | [ 4 ]        |
| LXXXIV   | 2004 | Josep Maria Gener                             | CA Platges de Castelló                        | 7.46                                          | Maria Guixà                           | Integra 2                             | 5.97                                  | [ 4 ]        |
| LXXXV    | 2005 | Josep Maria Gener                             | CA Platges de Castelló                        | 7.45                                          | Júlia Estefanell                      | AA Catalunya-UBAE                     | 5.70                                  | [ 4 ]        |
| LXXXVI   | 2006 | Gonzalo Ferrer                                | Medilast Carrefour                            | 7.38                                          | Júlia Estefanell                      | AA Catalunya-UBAE                     | 5.85                                  | [ 4 ]        |
| LXXXVII  | 2007 | Josep Maria Gener                             | FC Barcelona                                  | 7.28                                          | Silvia Riba                           | CA Vic                                | 5.79                                  | [ 4 ]        |
| LXXXVIII | 2008 | Roger Carulla                                 | Medilast Lleida                               | 7.44                                          | Silvia Riba                           | CA Vic                                | 5.83                                  | [ 4 ]        |
| LXXXIX   | 2009 | Rubén Pros Guasch                             | Medilast Lleida                               | 7.32                                          | Silvia Riba                           | CA Vic                                | 5.62                                  | [ 4 ]        |
| XC       | 2010 | Roger Carulla                                 | Caja de Jaén                                  | 7.24                                          | Viena Campos                          | FC Barcelona                          | 5.72                                  | [ 4 ]        |
| XCI      | 2011 | Robert Díez                                   | FC Barcelona                                  | 7.15                                          | Viena Campos                          | FC Barcelona                          | 5.86                                  | [ 4 ]        |
| XCII     | 2012 | Francisco Garcia Ramos                        | CA Canovelles                                 | 7.38                                          | Viena Campos                          | FC Barcelona                          | 6.15                                  | [ 4 ]        |
| XCIII    | 2013 | Sergio Acera                                  | AA Catalunya                                  | 7.15                                          | Cora Salas                            | FC Barcelona                          | 6.03                                  | [ 4 ]        |
| XCIV     | 2014 | Jordi Y. Matsuoka                             | CA Igualada                                   | 7.36                                          | Cora Salas                            | FC Barcelona                          | 6.33                                  | [ 4 ]        |
| XCV      | 2015 | Daniel Pacheco                                | Cornellà At.                                  | 7.06                                          | Emília del Hoyo                       | Avinet Manresa                        | 5.68                                  | [ 4 ]        |
| XCVI     | 2016 | Jordi Y. Matsuoka                             | CA Igualada                                   | 7.38                                          | Cora Salas                            | FC Barcelona                          | 5.94                                  | [ 4 ]        |
| XCVII    | 2017 | Jordi Y. Matsuoka                             | CA Igualada                                   | 7.12                                          | Cora Salas                            | CA Igualada                           | 5.96                                  | [ 4 ]        |
| XCVIII   | 2018 | Jordi Y. Matsuoka                             | CA Igualada                                   | 7.46                                          | Cora Salas                            | CA Igualada                           | 6.30                                  | [ 4 ]        |
| XCIX     | 2019 | Robert Díez                                   | AA Catalunya                                  | 7.36                                          | Cora Salas                            | CA Igualada                           | 6.21                                  | [ 4 ]        |
| C        | 2020 | Xavier Barrubés                               | L'Hospitalet At.                              | 7.69                                          | Cora Salas                            | CA Igualada                           | 5.72                                  | [ 4 ]        |
| CI       | 2021 | Jaime Guerra Alejandre                        | Cornellà At.                                  | 7.68                                          | Elena Llobera Miró                    | Ria Ferrol-CA                         | 6.22                                  | [ 4 ]        |
| CII      | 2022 | Xavier Barrubés                               | L'Hospitalet At.                              | 7.45                                          | Elena Llobera Miró                    | Ria Ferrol-CA                         | 5.89                                  | [ 4 ]        |
| CIII     | 2023 | Adrià Navajón                                 | CD Surco Lucena                               | 7.40                                          | Andreea Florina Sabou                 | AA Catalunya                          | 6.30                                  | [ 4 ]        |
| CIV      | 2024 | Sergio Acera                                  | CA Canaletes                                  | 7.55                                          | Andreea Florina Sabou                 | AA Catalunya                          | 6.32                                  | [ 4 ]        |

1. ↑  Societat Gimnàstica Alemanya de Barcelona.
2. ↑  Federació d'Alumnes i Exalumnes dels Grups Escolars.
3. ↑  Joventut d'Acció Catòlica de Vic.